# 蓄水池 (哥本哈根)
蓄水池（丹麦语：Cisternerne）是由丹麦唯一的洞穴改造而來的博物館，位於哥本哈根索恩德马克恩公园中心的腓特烈斯贝山（Frederiksberg Hill）下。這座博物館同時也是举办艺术展览和其他活动的场所。   

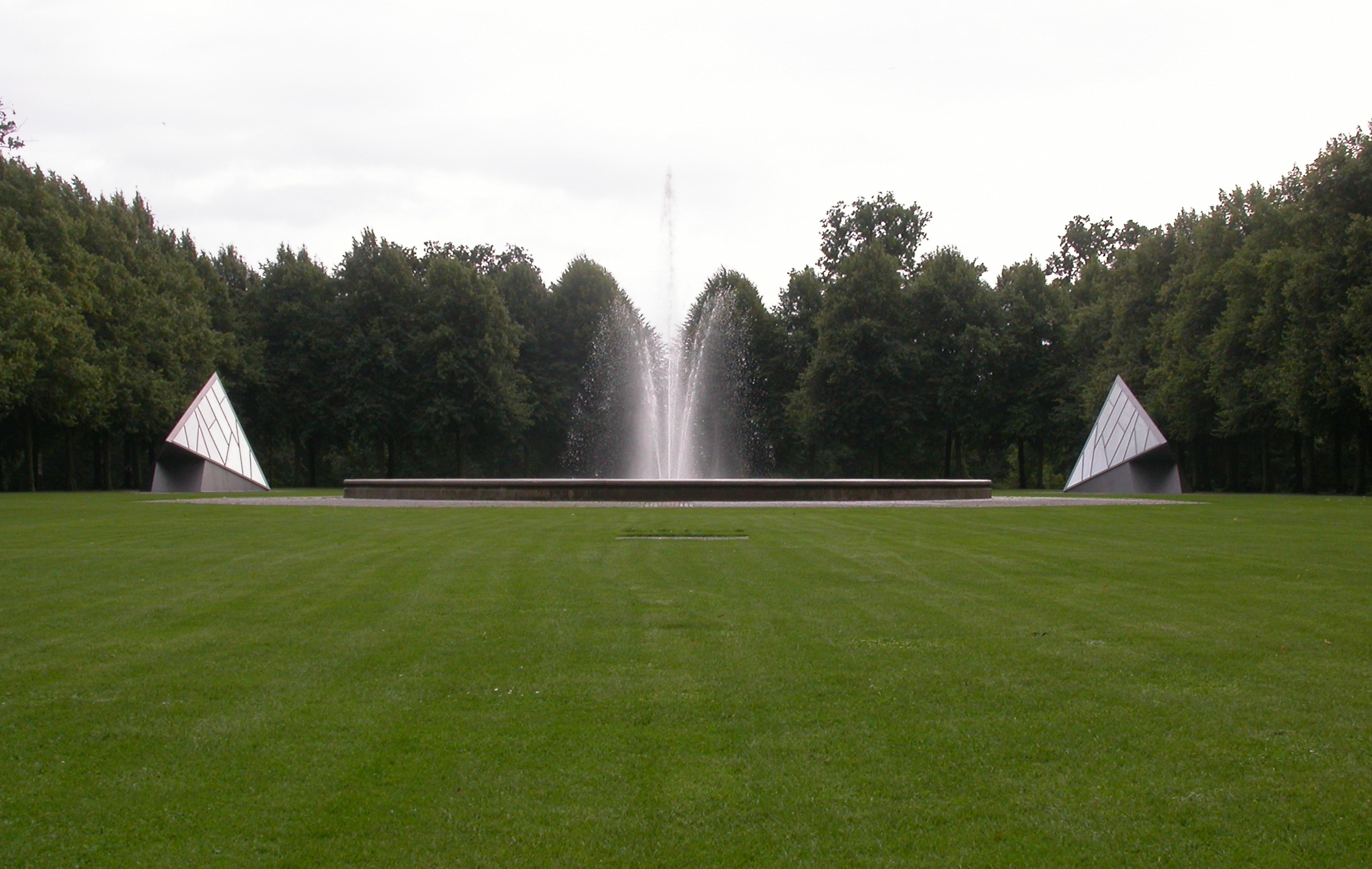
蓄水池（2007）

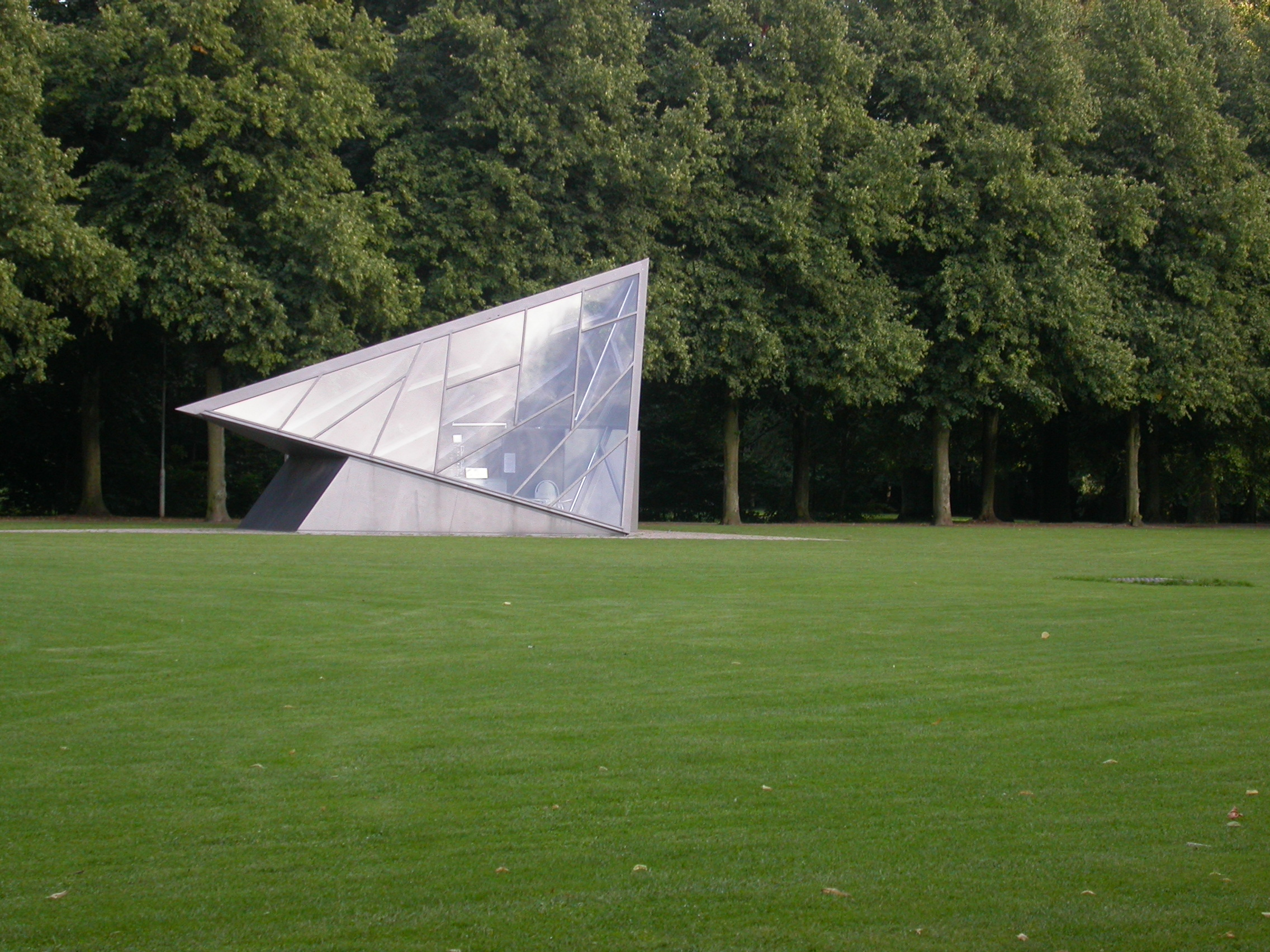
蓄水池入口

2009年2月，福布斯将蓄水池列为欧洲最不寻常的展览空间之一。

## 历史
蓄水池是一个被遗忘已久的地下水库，曾是哥本哈根饮用水的供应地，可容纳多达1600万升的清洁水。蓄水池挖掘工作始于1856年，仅用了三年时间蓄水池就建成了，蓄水池的建成缓解了哥本哈根当时的许多供水问题，但到了1933年，这座城市的蓄水池就不再具有作为饮用水库的功能，最终在1981年蓄水池被抽干。1996年，在腓特烈斯贝政府和画廊主马克斯·塞登法登（Max Seidenfaden）的共同倡议下，从2001年到2013年，蓄水池被作为现代玻璃艺术博物馆来经营。 